# Kemba Walker
Kemba Hudley Walker (New York, 8 maggio 1990) è un ex cestista statunitense.

## Caratteristiche tecniche
Di ruolo playmaker, è uno dei giocatori più veloci dell'NBA, oltre che uno dei migliori playmaker (o più precisamente point guard) della lega. Walker è un ottimo creatore di tiri (sia da 2 che da 3 punti, nonostante non brillasse in questo fondamentale a inizio carriera), oltre a essere bravo a effettuare crossover, negli inserimenti e a smarcarsi dalle marcature degli avversari. La sua velocità e agilità gli consentono di essere bravo anche a giocare in pick and roll, oltre che un buon difensore.

## Carriera

### High school
Frequentò la Rice High School a Harlem, New York. Nel suo primo anno gli capitò di affrontare la Simeon Career Academy in cui militava Derrick Rose e riuscì a batterlo per 53-51 al Madison Square Garden. Durante il suo secondo anno mise a segno 18,2 punti e 5,3 assist di media a partita, guadagnandosi un posto nel McDonald's All-American Game.

### College

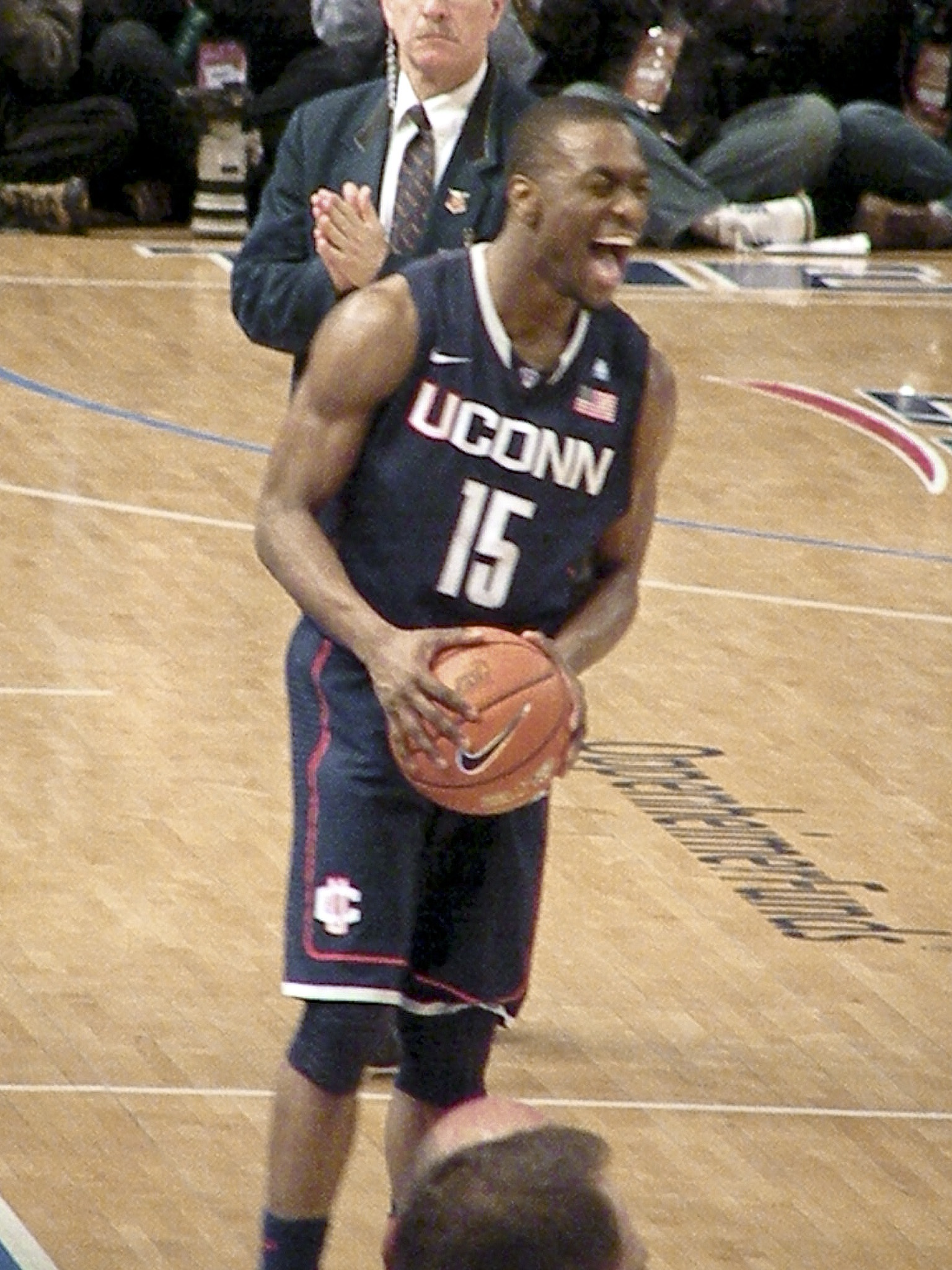
Kemba Walker all'Università

Andò a giocare al college all'Università del Connecticut e al suo primo anno giocò tutte le partite (anche se subentrando dalla panchina ma comunque con 25,5 minuti a partita) e fu eletto nel All-Rookie Team dell'anno dell'Est avendo aiutato gli Huskies a raggiungere il primo posto nell'NCAA del 2009 e l'accesso alle Final Four. Al suo secondo anno nella stagione 2009-10 giocò in tutte le 34 partite mettendo a segno 14,6 punti di media che tuttavia non bastarono a UConn per qualificarsi alla fase finale del torneo. Al suo ultimo anno a UConn mise a segno 26,7 punti, 5 rimbalzi e 3,8 assist a partita vincendo il titolo NCAA battendo l'Università di Louisville. Nella fase finale del torneo Walker segnò 130 punti in 5 gare.
Il 12 aprile 2011 annunciò la propria candidatura al Draft NBA.

### NBA

#### Charlotte Hornets (2011-2019)
Il Draft NBA 2011 fu selezionato come nona scelta assoluta dagli Charlotte Bobcats. Cominciò a entrare in quintetto a partire da dicembre (ovvero sin dall'inizio in quanto quell'anno la stagione iniziò dopo rispetto al solito a causa del Lockout), grazie all'infortunio di D.J. Augustin. Il 28 gennaio 2012 nella gara casalinga contro i Washington Wizards mise a segno la sua prima tripla doppia mettendo a referto 20 punti, 11 assist e 10 rimbalzi. Nel suo anno da Rookie partecipò al Rising Stars Challenge durante l'NBA All-Star Weekend 2012.

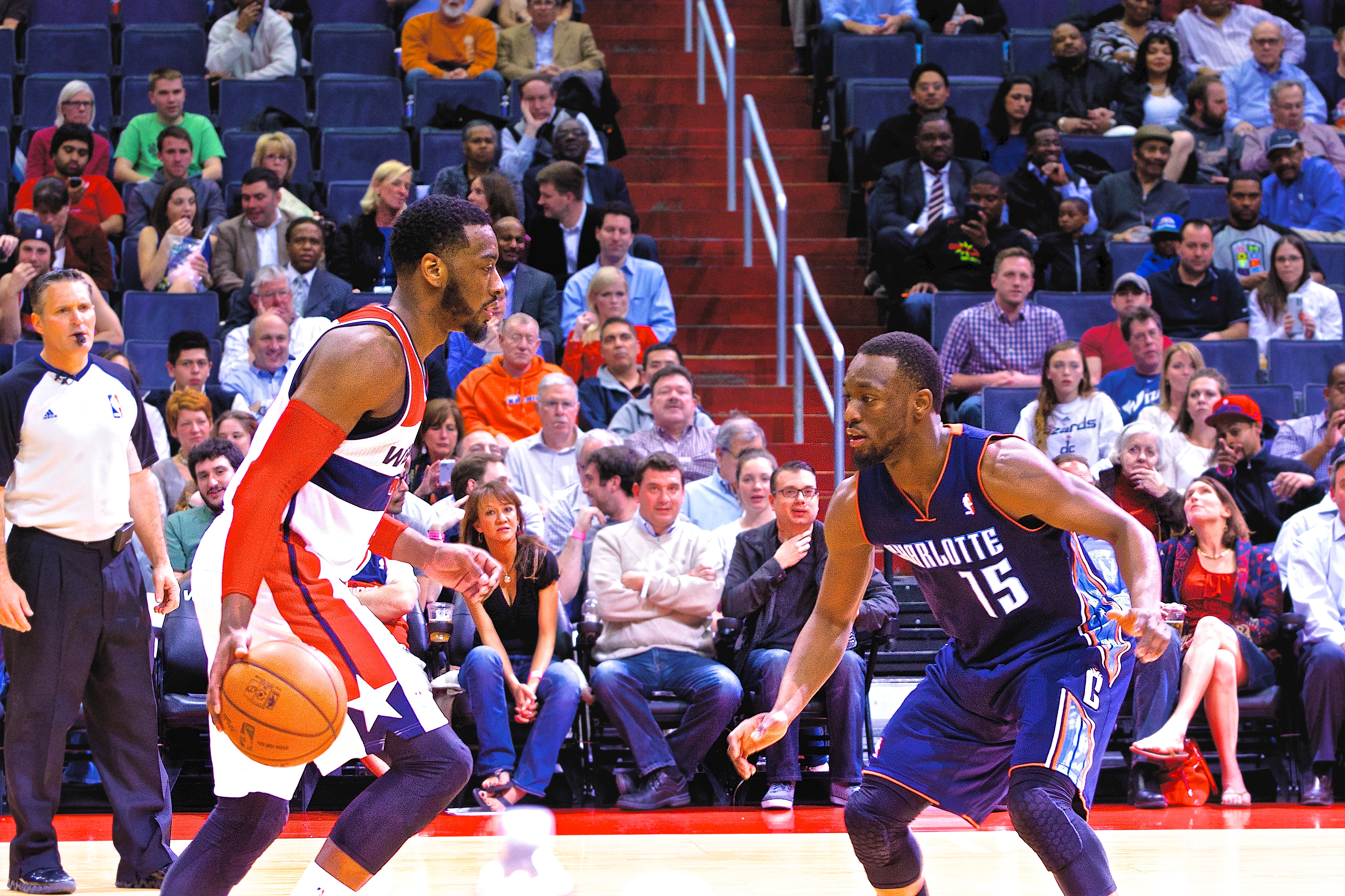
Walker in difesa sul playmaker degli Washington Wizards John Wall

Alla sua seconda stagione, il 14 novembre 2012 mise a segno il suo primo canestro della vittoria in carriera NBA contro i Minnesota Timberwolves, chiudendo la partita con 22 punti (9-19 FG), 5 rimbalzi, 4 assist e 4 palle rubate. Il 21 gennaio 2013 eguagliò il suo vecchio career high di 35 punti nella gara contro gli Houston Rockets. Per il secondo anno consecutivo partecipò alla gara Rising Star all'NBA All-Star Weekend 2013, in cui segnò 8 punti. Kemba finì la stagione con 17,7 punti, 5,7 assist, 3,5 rimbalzi e 2 palle rubate a partita.
Nella stagione 2013-14, il 9 dicembre aiutò i suoi compagni a sconfiggere i Golden State Warriors segnando 31 punti di cui 27 nel secondo tempo. Il 18 dicembre segnò il buzzer beater marcato da Jonas Valančiūnas nella vittoria all'over time contro i Toronto Raptors segnando in quella gara 26 punti con 10-18 tiri dal campo. Il 19 febbraio nella gara contro i Detroit Pistons mise a segno il suo attuale career high di assist (16) segnando anche 24 punti e 5 rimbalzi e in quella settimana fu eletto giocatore della settimana della Eastern Conference segnando 22,5 punti, 5,5 rimbalzi e 8,8 assist di media settimanali. Il 4 aprile arrivò la sua seconda tripla doppia in carriera contro gli Orlando Magic con 13 punti, 10 rimbalzi e 10 assist. Nei play-off 2014 al primo turno i Bobcats affrontarono i Miami Heat, perdendo la serie per 4-0 nonostante la grande prestazione di Kemba in gara 4, in cui mise a referto 29 punti, 5 rimbalzi, 5 assist, 3 stoppate e 2 palle rubate.

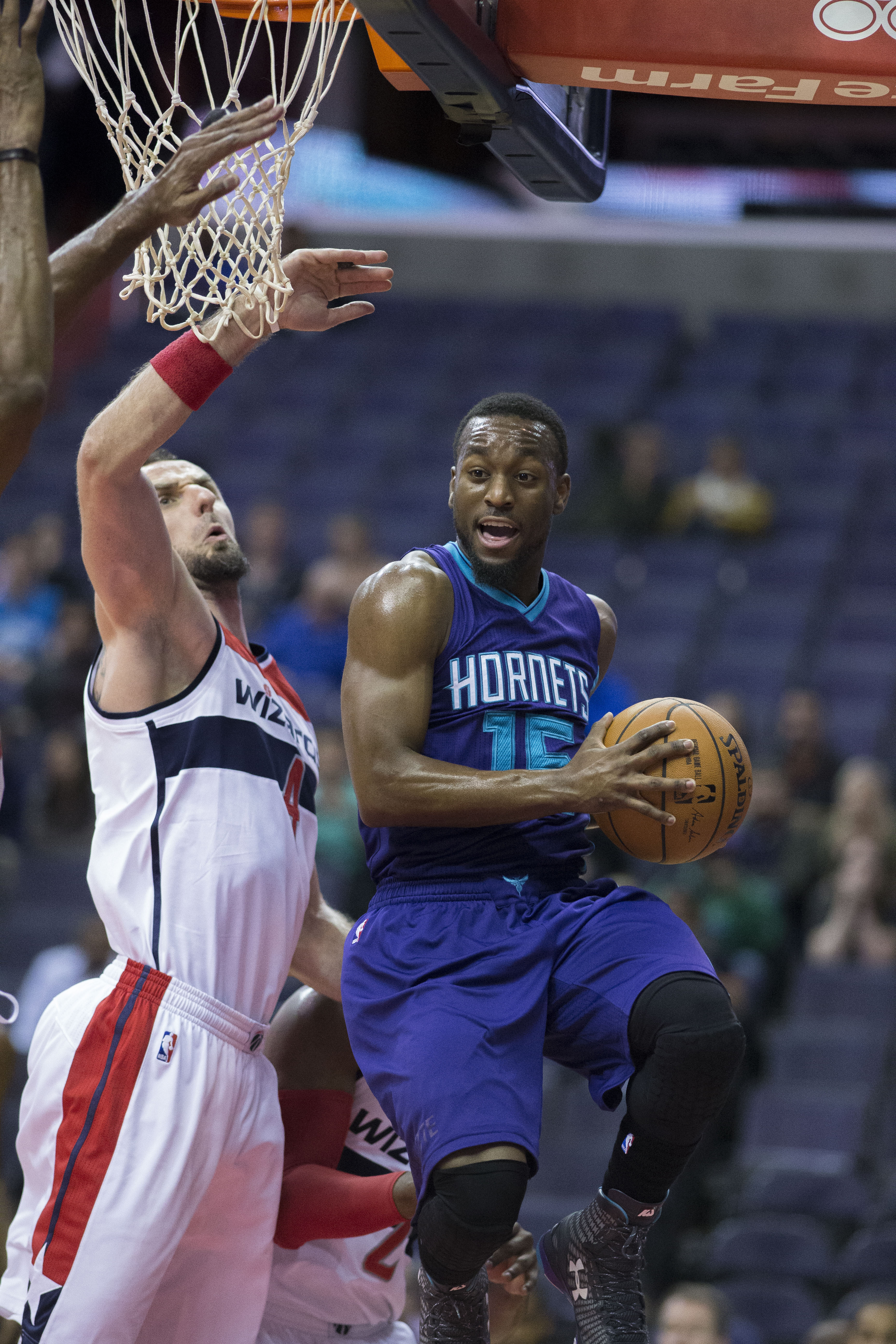
Walker in azione contro Marcin Gortat nel 2014

Nella stagione 2014-15 con i Bobcats, rinominati Hornets, alla prima gara contro i Milwaukee Bucks, il 29 ottobre, Walker aiutò la squadra a vincere all'overtime nonostante sotto di 24 punti all'inizio del quarto quarto segnando 26 punti, 6 rimbalzi e 5 assist. Il giorno dopo firmò un contratto di quattro anni a 12 milioni di dollari annui. Il 27 dicembre nella sconfitta per 102-94 contro gli Orlando Magic superò di nuovo il suo career high di punti portandolo a 42. Il 7 gennaio vinse il premio di giocatore della settimana avendo aiutato gli Hornets a vincere tutte e quattro le gare settimanali segnando 30,3 punti, 5,8 rimbalzi, 4,5 assist a partita in 36,2 minuti e segnando il 50% dal campo (44-88 FG).
Nella stagione 2015-16, il 23 novembre superò ancora una volta il suo career high di punti segnandone 39 nella vittoria all'overtime contro i Sacramento Kings. Ma il 18 gennaio si superò nuovamente portando il suo career high di punti a 52 (record di franchigia, superando i 48 punti segnati da Glen Rice nel 1997) nella vittoria al doppio over time contro gli Utah Jazz. Durante la partita segnò 16-34 FG comprese 6 triple su 11 tentativi e 14-15 ai tiri liberi. Al termine della stagione concluse con 20,9 punti e 5,2 assist, e l'84,7% ai tiri liberi.
Nella stagione 2017-18, il 28 marzo, nella partita contro i Cleveland Cavaliers fece registrare 21 punti, 2 rimbalzi e 4 assist tirando col 38,9% dal campo, diventando così il giocatore con più punti segnati nella storia della franchigia Charlotte Hornets superando Dell Curry a quota 9839 punti.
Nelle prime tre gare della stagione successiva segna 19 tiri da tre punti: è diventato il primo in assoluto a riuscirci. Il 17 novembre 2018, segnò 60 punti in una sconfitta per 122-119 all'overtime contro i Philadelphia 76ers, segnando così il suo career-high e un nuovo record di franchigia per punti segnati. La partita seguente ne mise a segno 43 nel successo per 117-112 contro i Boston Celtics per un totale di 103 punti in sole due partite. Terminò la stagione con 25,6 punti e 5,9 assist, ciononostante non riuscì a fare tornare gli Hornets ai playoffs.

#### Boston Celtics (2019-2021)
Il 30 giugno 2019 viene reso noto che aveva un accordo per trasferirsi ai Boston Celtics con un quadriennale da $141 milioni; l'accordo diventa ufficiale il 6 luglio a seguito di un contratto sign and trade che ha visto Terry Rozier andare a Charlotte.
Debutta con i Celtics realizzando 12 punti nella sconfitta per 107-93 contro i Philadelphia 76ers. È per lui un’annata complicata vista la sua incostanza dal punto di vista realizzativo, e anche a causa dei frequenti infortuni al collo durante la seconda parte di stagione. Nonostante i suoi problemi comunque i Celtics riescono a cavarsela tanto da arrivare a toccare quota 40 vittorie.

#### New York Knicks (2021-2022)
Il 18 giugno 2021 passa agli Oklahoma City Thunder, insieme a una prima scelta al Draft 2021 e a una seconda scelta al Draft 2025, in cambio di Al Horford, Moses Brown e una seconda scelta al Draft 2023.
L'11 agosto 2021 firma per i New York Knicks.

### Nazionale
Il 10 giugno 2019 viene inserito nei pre-convocati per i Mondiali 2019. Il 23 luglio, a seguito dei tanti rifiuti, conferma la sua presenza alla competizione intercontinentale. Insieme a Donovan Mitchell e Marcus Smart viene nominato leader del gruppo. Nella seconda sfida del Mondiale si rivela importante nel successo per 93-92 all'overtime contro la Turchia segnando 14 punti, di cui 5 che hanno consentito alla selezione a stelle e strisce di recuperare uno svantaggio di 89-84 durante i supplementari. Tuttavia si rende protagonista in negativo nella sconfitta ai quarti di finale per 89-79 contro la Francia (nonostante i 10 punti segnati) con degli errori nel finale di gara che costano l'eliminazione agli Stati Uniti.

## Statistiche
| † | Denota le stagioni in cui ha vinto il titolo |

### NCAA
| Anno       | Squadra       | PG  | PT | MP   | TC%  | 3P%  | TL%  | RP  | AP  | PRP | SP  | PP   |
| ---------- | ------------- | --- | -- | ---- | ---- | ---- | ---- | --- | --- | --- | --- | ---- |
| 2008-2009  | UConn Huskies | 36  | 2  | 25,2 | 47,0 | 27,1 | 71,5 | 3,5 | 2,9 | 1,1 | 0,2 | 8,9  |
| 2009-2010  | UConn Huskies | 34  | 34 | 35,2 | 40,5 | 33,9 | 76,7 | 4,3 | 5,0 | 2,0 | 0,4 | 14,6 |
| 2010-2011† | UConn Huskies | 41  | 41 | 37,6 | 42,8 | 33,0 | 81,9 | 5,4 | 4,5 | 1,9 | 0,2 | 23,5 |
| Carriera   | Carriera      | 111 | 77 | 32,8 | 42,8 | 32,5 | 78,2 | 4,3 | 4,4 | 1,7 | 0,2 | 16,1 |

#### Massimi in carriera
- Massimo di punti: 42 vs Vermont (17 novembre 2010)[39]
- Massimo di rimbalzi: 13 vs Maryland-Baltimore County (3 dicembre 2010)
- Massimo di assist: 12 vs Bucknell (17 marzo 2011)
- Massimo di palle rubate: 6 (2 volte)
- Massimo di stoppate: 2 (5 volte)
- Massimo di minuti giocati: 53 vs Syracuse (12 marzo 2009)

### NBA

#### Stagione regolare
| Anno      | Squadra           | PG  | PT  | MP   | TC%  | 3P%  | TL%  | RP  | AP  | PRP | SP  | PP   |
| --------- | ----------------- | --- | --- | ---- | ---- | ---- | ---- | --- | --- | --- | --- | ---- |
| 2011-2012 | Charlotte Bobcats | 66  | 25  | 27,2 | 36,6 | 30,5 | 78,9 | 3,5 | 4,4 | 0,9 | 0,3 | 12,1 |
| 2012-2013 | Charlotte Bobcats | 82  | 82  | 34,9 | 42,3 | 32,2 | 79,8 | 3,5 | 5,7 | 2,0 | 0,4 | 17,7 |
| 2013-2014 | Charlotte Bobcats | 73  | 73  | 35,8 | 39,3 | 33,3 | 83,7 | 4,2 | 6,1 | 1,2 | 0,4 | 17,7 |
| 2014-2015 | Charlotte Hornets | 62  | 58  | 34,2 | 38,5 | 30,4 | 82,7 | 3,5 | 5,1 | 1,4 | 0,5 | 17,3 |
| 2015-2016 | Charlotte Hornets | 81  | 81  | 35,6 | 42,7 | 37,1 | 84,7 | 4,4 | 5,2 | 1,6 | 0,5 | 20,9 |
| 2016-2017 | Charlotte Hornets | 79  | 79  | 34,7 | 44,3 | 39,9 | 84,7 | 3,9 | 5,5 | 1,1 | 0,3 | 23,2 |
| 2017-2018 | Charlotte Hornets | 80  | 80  | 34,2 | 43,1 | 38,4 | 86,4 | 3,1 | 5,6 | 1,1 | 0,3 | 22,1 |
| 2018-2019 | Charlotte Hornets | 82  | 82  | 34,9 | 43,4 | 35,6 | 84,4 | 4,4 | 5,9 | 1,2 | 0,4 | 25,6 |
| 2019-2020 | Boston Celtics    | 56  | 56  | 31,1 | 42,5 | 38,1 | 86,4 | 3,9 | 4,8 | 0,9 | 0,5 | 20,4 |
| 2020-2021 | Boston Celtics    | 43  | 43  | 31,8 | 42,0 | 36,0 | 89,9 | 4,0 | 4,9 | 1,1 | 0,3 | 19,3 |
| 2021-2022 | N.Y. Knicks       | 37  | 37  | 25,6 | 40,3 | 36,7 | 84,5 | 3,0 | 3,5 | 0,7 | 0,2 | 11,6 |
| 2022-2023 | Dallas Mavericks  | 9   | 1   | 16,0 | 42,1 | 25,0 | 81,0 | 1,8 | 2,1 | 0,2 | 0,2 | 8,0  |
| Carriera  | Carriera          | 750 | 697 | 33,1 | 41,8 | 36,0 | 84,0 | 3,8 | 5,3 | 1,2 | 0,4 | 19,3 |
| All-Star  | All-Star          | 4   | 2   | 21,0 | 45,2 | 28,0 | -    | 2,3 | 4,5 | 0,8 | 0,0 | 11,3 |

#### Play-off
| Anno     | Squadra           | PG | PT | MP   | TC%  | 3P%  | TL%  | RP  | AP  | PRP | SP  | PP   |
| -------- | ----------------- | -- | -- | ---- | ---- | ---- | ---- | --- | --- | --- | --- | ---- |
| 2014     | Charlotte Bobcats | 4  | 4  | 38,3 | 47,3 | 50,0 | 77,8 | 3,8 | 6,0 | 2,0 | 0,8 | 19,5 |
| 2016     | Charlotte Hornets | 7  | 7  | 37,1 | 36,6 | 32,6 | 94,3 | 3,0 | 4,0 | 1,3 | 0,6 | 22,7 |
| 2020     | Boston Celtics    | 17 | 17 | 36,9 | 44,1 | 31,0 | 85,2 | 4,1 | 5,1 | 0,9 | 0,4 | 19,6 |
| 2021     | Boston Celtics    | 3  | 3  | 30,3 | 31,7 | 17,6 | 90,0 | 4,0 | 4,0 | 0,3 | 0,0 | 12,7 |
| Carriera | Carriera          | 31 | 31 | 36,5 | 41,2 | 32,4 | 86,8 | 3,8 | 4,8 | 1,1 | 0,5 | 19,6 |

#### Massimi in carriera
- Massimo di punti: 60 vs Philadelphia 76ers (17 novembre 2018)[40]
- Massimo di rimbalzi: 12 vs Orlando Magic (21 novembre 2014)
- Massimo di assist: 16 vs Detroit Pistons (19 febbraio 2014)
- Massimo di palle rubate: 8 vs Dallas Mavericks (10 novembre 2012)
- Massimo di stoppate: 4 (2 volte)
- Massimo di minuti giocati: 52 vs Toronto Raptors (9 settembre 2020)

### Cronologia presenze e punti in Nazionale
| Cronologia completa delle presenze e dei punti in Nazionale - Stati Uniti | Cronologia completa delle presenze e dei punti in Nazionale - Stati Uniti | Cronologia completa delle presenze e dei punti in Nazionale - Stati Uniti | Cronologia completa delle presenze e dei punti in Nazionale - Stati Uniti | Cronologia completa delle presenze e dei punti in Nazionale - Stati Uniti | Cronologia completa delle presenze e dei punti in Nazionale - Stati Uniti | Cronologia completa delle presenze e dei punti in Nazionale - Stati Uniti | Cronologia completa delle presenze e dei punti in Nazionale - Stati Uniti |
| Data                                                                      | Città                                                                     | In casa                                                                   | Risultato                                                                 | Ospiti                                                                    | Competizione                                                              | Punti                                                                     | Note                                                                      |
| ------------------------------------------------------------------------- | ------------------------------------------------------------------------- | ------------------------------------------------------------------------- | ------------------------------------------------------------------------- | ------------------------------------------------------------------------- | ------------------------------------------------------------------------- | ------------------------------------------------------------------------- | ------------------------------------------------------------------------- |
| 9-8-2019                                                                  | Las Vegas                                                                 | Stati Uniti                                                               | 97 - 78                                                                   | Stati Uniti                                                               | Amichevole                                                                | 14                                                                        | [ 41 ]                                                                    |
| 16-8-2019                                                                 | Anaheim                                                                   | Stati Uniti                                                               | 90 - 81                                                                   | Spagna                                                                    | Amichevole                                                                | 11                                                                        | [ 42 ]                                                                    |
| 22-8-2019                                                                 | Melbourne                                                                 | Australia                                                                 | 86 - 102                                                                  | Stati Uniti                                                               | Amichevole                                                                | 23                                                                        | [ 43 ]                                                                    |
| 22-8-2019                                                                 | Melbourne                                                                 | Australia                                                                 | 98 - 94                                                                   | Stati Uniti                                                               | Amichevole                                                                | 22                                                                        | [ 44 ]                                                                    |
| 26-8-2019                                                                 | Sydney                                                                    | Stati Uniti                                                               | 84 - 68                                                                   | Canada                                                                    | Amichevole                                                                | 12                                                                        | [ 45 ]                                                                    |
| 1-9-2019                                                                  | Shanghai                                                                  | Rep. Ceca                                                                 | 67 - 88                                                                   | Stati Uniti                                                               | Mondiali 2019 - 1º turno                                                  | 13                                                                        | [ 46 ]                                                                    |
| 3-9-2019                                                                  | Shanghai                                                                  | Stati Uniti                                                               | 93 - 92                                                                   | Turchia                                                                   | Mondiali 2019 - 1º turno                                                  | 14                                                                        | [ 47 ]                                                                    |
| 5-9-2019                                                                  | Shanghai                                                                  | Stati Uniti                                                               | 98 - 45                                                                   | Giappone                                                                  | Mondiali 2019 - 1º turno                                                  | 15                                                                        | [ 48 ]                                                                    |
| 7-9-2019                                                                  | Shenzhen                                                                  | Stati Uniti                                                               | 69 - 53                                                                   | Grecia                                                                    | Mondiali 2019 - 2º turno                                                  | 15                                                                        | [ 49 ]                                                                    |
| 9-9-2019                                                                  | Shenzhen                                                                  | Brasile                                                                   | 73 - 89                                                                   | Stati Uniti                                                               | Mondiali 2019 - 2º turno                                                  | 16                                                                        | [ 50 ]                                                                    |
| 11-9-2019                                                                 | Dongguan                                                                  | Stati Uniti                                                               | 79 - 89                                                                   | Francia                                                                   | Mondiali 2019 - Quarti di finale                                          | 10                                                                        | [ 51 ]                                                                    |
| 12-9-2019                                                                 | Dongguan                                                                  | Serbia                                                                    | 94 - 89                                                                   | Stati Uniti                                                               | Mondiali 2019 - Semifinale 5º posto                                       | 18                                                                        | [ 52 ]                                                                    |
| Totale                                                                    |                                                                           | Presenze                                                                  | 12                                                                        |                                                                           | Punti                                                                     | 183                                                                       |                                                                           |

## Palmarès
- Campione NCAA (2011)
- NCAA Final Four Most Outstanding Player (2011)
- NCAA AP All-America First Team (2011)
- NBA All-Star: (2017, 2018[53], 2019, 2020)
- NBA Sportsmanship Award (2017)
- All-NBA Team : 1

Third Team: 2019